# Związek gmin Kämpfelbachtal
Związek gmin Kämpfelbachtal – związek gmin (niem. Gemeindeverwaltungsverband) w Niemczech, w kraju związkowym Badenia-Wirtembergia, w rejencji Karlsruhe, w regionie Nordschwarzwald, w powiecie Enz. Siedziba związku znajduje się w miejscowości Königsbach-Stein, przewodniczącym jego jest Bernd Kielburger.
Związek zrzesza trzy gminy wiejskie:
- Eisingen, 4 485 mieszkańców, 8,03 km²
- Kämpfelbach, 6 208 mieszkańców, 13,64 km²
- Königsbach-Stein, 9 772 mieszkańców, 33,72 km²